# Дзербенская волость
Дзе́рбенская волость — одна из волостей Вецпиебалгского края Латвии, расположенная в его северной части. Граничит с Тауренской волостью Вецпиебалгского края, Вайвской волостью Цесисского края, Веселавской волостью Приекульского края, Раунской и Друстской волостями Раунского края, Лаункалнской волостью Смилтенского края и Зосенской волостью Яунпиебалгского края. Административный центр волости — село Дзербене.
Основные населённые пункты: Апши, Аули, Брици, Дзербене, Клетери, Мелли, Шовитес.
Реки: Аульупите, Дзербе, Дзестрене, Гауя, Личупе, Меллужупите, Меллупе, Рауна.
Озёра: Арайское озеро, Гулбенское озеро, Юверис, Раунайсис, Тауренское озеро.

## История
В 1935 году площадь волости составляла 110 км² и в ней проживало 1825 жителей. С введением советского административно-территориального деления, в 1945 году волость была упразднена, а её территория разделена между Дзербенским и Мелльским сельсоветами. В 1951 году Мелльский сельсовет был присоединён к Дзербенскому сельсовету. В 1961 году в состав Дзербенского сельсовета вошли также территории Раунского и Тауренского сельсоветов, входящие в совхоз «Дзербене», а земли колхоза «Sarkanais Oktobris» («Красный Октябрь») отошли к Раунскому сельсовету.
В 1990 году Дзербенский сельсовет был преобразован в волость. В 2009 году она вошла в состав Вецпиебалгского края.

## Достопримечательности
- Господский дом Дзербенского поместья (построен в конце 18 века в стиле классицизма). В конце 19 века к дворцу пристроена массивная башня в стиле неоготики. Дворец окружает каскад из семи прудов.

## Известные люди
- Паулс Гайлитис (латыш. Pauls Gailītis) (1869—1943) — общественный деятель, лютеранский священник, министр образования Латвийской республики;
- Карл Дозит (1894—1938) — участник Гражданской войны в России, кавалер Ордена Красного Знамени, полковник РККА, начальник Московского военного железнодорожного училища;
- Вольдемар Замуэль (1872—1948) — юрист, общественный и политический деятель Латвии.
- Фридрих Ленц (1745—1809) — преподаватель эстонского языка в Дерптском университете.
- Александрс Озолс (латыш. Aleksandrs Ozols) (1896—1919) — участник борьбы за независимость Латвии, кавалер ордена Лачплесиса, погиб во время Бермонтиады;
- Артурс Озолс (латыш. Arturs Ozols) (1890—1969) — латышский инженер-кораблестроитель, член Учредительного собрания Латвии;
- Маркус Озолс (латыш. Markus Ozols) (1895—1942) — участник борьбы за независимость Латвии, кавалер ордена Лачплесиса, жертва репрессий СССР;
- Оскарс Озолс (латыш. Oskars Ozols) (1889—1975) — латышский инженер, педагог, кавалер ордена Лачплесиса;
- Роман Сута (1896—1944) — латышский художник.